# Vienna Definition Language
Die  Vienna Definition Language (VDL) ist eine im IBM-Labor in Wien entwickelte Programmiersprache, die verwendet werden kann, um formale, algebraische Definitionen von Programmiersprachen für Software mit einer Operationellen Semantik anzugeben. Sie stellt eine Metasprache (formale Sprache) dar und wurde unter anderem verwendet, um die Programmiersprache PL/I zu definieren. 
Aus der Sprache heraus wurde auch eine Methodologie, Vienna Development Method, entwickelt, die es erleichtert, Korrektheitsbeweise über Computerprogramme zu formulieren und zu führen. Sie verwendet eine mathematische Notation, um Spezifikationen von Funktionen präzise auszudrücken. 
Die Verwendung von solchen Metasprachen und Beweisen wird sich in der Regel nur für sicherheitskritische Systeme (z. B. Eisenbahnübergänge, Kernkraftwerke) rentieren, da die Beweise sehr aufwändig und damit teuer sind.  